# Paz Lenchantin
Paz Lenchantin (Mar del Plata, Buenos Aires; 12 de diciembre de 1973) es una bajista, violinista y cantante Argentina-estadounidense. Exmiembro de la banda Pixies.
La música es una tradición en su familia, siendo sus padres y hermanos músicos también. Llegó a Los Ángeles cuando era pequeña y empezó a tocar el piano a la edad de cinco años, siguiendo después con la guitarra, violín, chelo, bajo y demás instrumentos. Habla fluidamente tanto el inglés, como también su lengua materna el español.

## Carrera musical
Participó en la banda estadounidense A Perfect Circle con Maynard James Keenan, Billy Howerdel, Josh Freese y Troy Van Leeuwen en el primer álbum Mer de Noms, principalmente en el bajo eléctrico y demás cuerdas, como el violín y el chelo. En un tiempo de descanso de A Perfect Circle, ella y Troy Van Leeuwen se separaron de la agrupación, él uniéndose a Queens of the Stone Age y ella a Zwan, el nuevo proyecto de Billy Corgan, ex guitarrista/vocalista/fundador de la banda The Smashing Pumpkins.
En el proyecto Zwan, el cual contaba además con la participación de Matt Sweeney, David Pajo y Jimmy Chamberlin y la hermana de Paz, Ana Vale Lenchantin, Paz Lenchantin participó también en el bajo, cuerdas y vocales, como en A Perfect Circle. Zwan duró relativamente poco, dos años aproximadamente, y después de esto, Paz regresó momentáneamente a contribuir con A Perfect Circle en el disco eMOTIVE, y haciendo un remix en cuerdas del tema "The Hollow" para el DVD de A Perfect Circle aMOTION. Posteriormente a la disgregación de Zwan y además de haber participado con eMOTIVE y aMOTION, Paz se unió a la agrupación de David Pajo, llamada Papa M, aunque a veces se le llama Aerial M, M is the Thirteenth Letter o simplemente M, para después unirse a una nueva agrupación llamada Royal Trux. Paz Lenchantin también ha colaborado en el álbum Songs for the Deaf de Queens of the Stone Age. En algún momento, formó parte de una agrupación llamada The Chelsea, una agrupación solamente de mujeres, entre las cuales se encontraba Melissa Auf der Maur, con quien colaboraría después en su álbum debut solista Auf der Maur.
En 2008 colaboró en la grabación de estudio de Keep Telling Myself It's Alright, álbum debut del proyecto de Billy Howerdel, ASHES dIVIDE. Luego en 2009, ella y su hermana Ana participaron en el disco del proyecto de Tim Alexander y Luis Carlos Maldonado, llamado Into the Presence.
Paz Lenchantin formó parte del proyecto musical The Entrance Band, junto con Guy Blakeslee y Derek W. James.
Desde hace unos años Paz fue nombrada bajista de la legendaria banda de Frank Black, Pixies, después de la salida de Kim Deal. Formó parte de la gira norteamericana, europea, y la misma gira que los llevó a Sudamérica por segunda vez para ser parte del Festival Lollapalloza y el Festival Estereopicnic. Tiene un proyecto paralelo junto a Micah Dickson llamado Pretty Pretty Fukt, donde ejecuta varios instrumentos.
El 4 de marzo de 2024 anunció su salida de la banda.

## Discografía solista
- Yellow mY skYcaptain (2000)
- Songs for Luci (2006)